# Schendylops nealotus
Schendylops nealotus är en mångfotingart som först beskrevs av Chamberlin 1950.  Schendylops nealotus ingår i släktet Schendylops och familjen småjordkrypare. Inga underarter finns listade i Catalogue of Life.